# لشچنگتس
لشچنگتس (به لاتین: Leszczyniec) یک روستا در لهستان است که در گمینا کامیننا گورا واقع شده‌است.